# 网罟座
網罟座（Reticulum）是南方天空中一個小而微弱的星座。

## 历史
网罟座是法國天文學家拉卡伊创造的一个星座。它的名称是为了纪念在目镜中加上了精密观测用的网，即十字丝。这个很小的远南天星座最突出的特点是几个有趣的双星和相对明亮的星系。该星座的最佳观测时间为10月至12月，同时，北纬30度以北地区只能在理想条件下观测到其一颗主星。

## 有趣的星
- 网罟座ζ 1和网罟座ζ 2：这是一对用双筒望远镜可见的双星。两星星等分别为+5和+5.5,距離地球39光年。从地球看相距130弧秒。两星组成成分与太阳相似[3]。
- 网罟座θ星：这是由两颗星等分别为+6和+8的恒星组成是双星系统。从地球看两星相距4.1弧秒。

## 深空天体
- NGC 1313：这是一个明亮的漩涡星系。从地球看它由一个明亮的南北向的棒和暗而带斑点的旋臂，其星等为+9.4。